# Follow your arrows/ギフティ
「Follow your arrows/ギフティ」（フォローユアーアロウズ/ギフティ）は、テレビアニメ『ささやくように恋を唄う』のOP・EDを収録した両A面シングルである。2024年4月14日にFollow your arrowsの先行配信が開始され、4月24日にマキシシングルが発売された。

## 解説
1曲目の「Follow your arrows」は、『ささやくように恋を唄う』のオープニングテーマ、2曲目の「ギフティ」はエンディングテーマとして使用された。
「Follow your arrows」は、朝凪依の歌唱担当である笹倉かなが、「ギフティ」は、木野ひまり役の嶋野花が歌唱している。
「Follow your arrows」を歌唱している笹倉かなは、本曲がメジャーデビュー曲となり、「アニメ音楽のこと！マッチング・オーディション 2021」の合格がきっかけで、朝凪依の歌唱を担当した。

## 収録曲
| #         | タイトル                                        | 作詞      | 作曲      | 編曲      | 時間  |
| --------- | ----------------------------------------------- | --------- | --------- | --------- | ----- |
| 1.        | 「Follow your arrows」(SSGIRLS（歌：笹倉かな）) | 藤林聖子  | 黒須克彦  | 黒須克彦  | 3:42  |
| 2.        | 「ギフティ」(木野ひまり（嶋野花）)              | 渡辺翔    | 渡辺翔    | 渡辺拓也  | 4:08  |
| 3.        | 「Follow your arrows」(Instrumental)            |           |           |           | 3:41  |
| 4.        | 「ギフティ」(Instrumental)                      |           |           |           | 4:08  |
| 合計時間: | 合計時間:                                       | 合計時間: | 合計時間: | 合計時間: | 15:39 |

## 楽曲解説
1. Follow your arrows
テレビアニメ『ささやくように恋を唄う』オープニングテーマ
笹倉かなの、メジャーデビュー曲。
SSGIRLSのアルバム、「Sing a SonG」にも収録されている。
PVには、横山莉華・内山凛が出演し、玉野市立玉野商工高等学校など、ささ恋の聖地である岡山県の様々な場所で撮影された[5]。
2. ギフティ
テレビアニメ『ささやくように恋を唄う』エンディングテーマ
嶋野花が担当する、初のキャラクターソングとなった。
SSGIRLSのアルバム「Sing a SonG」には、本楽曲のSSGIRLS Ver.が収録されている[6]。

## 参加ミュージシャン
| Follow your arrows - Vocals : 朝凪依（笹倉かな） - Backing Vocals : 水口亜季（CV：小松未可子） - Guitar : 堀崎翔 - Bass ＆ All Other Instruments : 黒須克彦 | ギフティ - Vocals & Backing Vocals : 木野ひまり（嶋野花） - Vocals Direction : 渡辺翔 - Guitar ＆ All Other Instruments : 渡辺拓也 |

## リリース日一覧
| リリース日    | レーベル                                     | 規格                   | 規格品番  | 備考                           | 出典  |
| ------------- | -------------------------------------------- | ---------------------- | --------- | ------------------------------ | ----- |
| 2024年4月14日 | NBC ユニバーサル・エンターテイメントジャパン | デジタル・ダウンロード |           | 「Follow your arrows」先行配信 | [ 2 ] |
| 2024年4月24日 | NBC ユニバーサル・エンターテイメントジャパン | CD                     | GNCA-0710 |                                |       |

## メディアでの使用
| # | 曲名                   | タイアップ                                               | 出典 |
| - | ---------------------- | -------------------------------------------------------- | ---- |
| 1 | 「Follow your arrows」 | テレビアニメ『ささやくように恋を唄う』オープニングテーマ |      |
| 2 | 「ギフティ」           | テレビアニメ『ささやくように恋を唄う』エンディングテーマ |      |